# 北海道道1137号丘珠空港東線
北海道道1137号丘珠空港東線（ほっかいどうどう1137ごう おかだまくうこうひがしせん）は、北海道札幌市東区内を通る一般道道（北海道道）である。全線が札幌市管理路線。

## 概要
当路線は、北海道道431号丘珠空港線とともに札幌圏都市計画道路である「丘珠空港通」の一部を成す。
全線で片側2車線の4車線であり、中央分離帯が設置されている。交差点では右折専用レーンがあるところも多い。

### 路線データ
- 起点 : 北海道札幌市東区北37条東21丁目、丘珠町（札幌飛行場（丘珠空港）、北海道道431号丘珠空港線交点）
- 終点 : 北海道札幌市東区東雁来町（国道275号交点）
- 総延長 : 4.0 km

## 歴史
- 1996年（平成8年）2月29日 路線認定[1]。

## 路線状況

### 道路施設
主な橋梁
- 丘珠錦橋（伏籠川） - 札幌市東区北37条東27丁目

## 地理
- 札幌飛行場（丘珠空港）の出入口を起点とし東区の北部をほぼ東西に横切る道路であり、南には並行して札幌新道が位置している。
- 丘珠錦橋で伏籠川を渡る。また、苗穂中通の交差点で苗穂川を渡る。

### 通過する自治体
- 石狩振興局
  - 札幌市（東区）

### 交差する道路
札幌市東区
- 北海道道431号丘珠空港線 - 北37東21、丘珠町交差点（起点）
- 北海道道273号花畔札幌線 - 北37東26交差点
- 北海道道112号札幌当別線 - 北37東27交差点
- 苗穂通 - 伏古13-3、伏古14-4交差点
- 苗穂中通 - 伏古13-5、東苗穂9-1交差点
- 三角点通 - 東苗穂8-2交差点
- 国道275号 - 東雁来町交差点（終点）

### 沿線にある施設など
札幌市東区
- 丘珠空港 - 丘珠町
- セイコーマート丘珠空港前店 - 北37条東22丁目6-12
- 丘珠郵便局 - 丘珠町90-7
- 国土交通省札幌航空交通管制部 - 北37条東26-1-25
- ローソン札幌北37条東店 - 北37条東27丁目2-10
- ファミリーマート札幌北37条店 - 北37条東29丁目7-10
- 札幌市農業協同組合本店経済部・丘珠資材センター - 北37条東30丁目499-180
- セブン-イレブン札幌伏古14条店 - 伏古14条3丁目11-1
- 北海道信用金庫東苗穂支店 - 東苗穂8条1丁目17-1
- ローソン札幌東苗穂8条店 - 東苗穂8条2‐14‐20
- 東警察署札苗交番 - 東苗穂8条3丁目3-17
- 札苗公園 - 東苗穂8条3丁目3
- セイコーマート東雁来8条店 - 東雁来8条1丁目7-18